# SoftBank 832SH
SoftBank 832SH(そふとばんく832SH)は、シャープが開発し、ソフトバンクモバイルが販売するW-CDMA通信方式の携帯電話端末である。また、ここでは、成熟世代をターゲットとしたGENT SoftBAnk 832SHs(そふとばんく832SHs)についても解説する。

## 特徴
832SHは、SoftBank 831SH、832SHsはSoftBank 831SHsのそれぞれ廉価モデルである。ワンセグ機能やGPS、モーションコントロールセンサー、タッチパネル、防水機能には対応しておらず、実質0円での販売がスタートした。

## 不具合
2009年9月7日 - 電話帳に登録している電話番号を待受画面に登録（デスクトップショートカット）しようとすると電源リセットが発生する不具合(832SH)
2010年5月31日 - S！アプリ待受設定と簡易留守録設定を同時に有効にすると、着信時に着信音やバイブが鳴動しなくなる不具合(832SH)
- 未修正
  - Yahoo！ケータイまたはPCサイトブラウザの「スクリプト設定」（JavaScript）をオンにしたまま悪意あるサイトを閲覧すると、個人情報が詐取されてしまう恐れがある不具合。